# Siderófilo

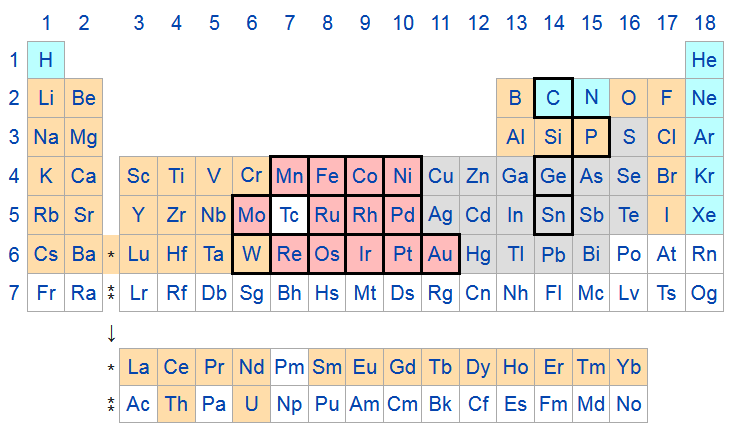
Elementos siderófilos

En geoquímica, se denomina siderófilo a  un elemento químico que se encuentra frecuentemente asociado con el hierro, debido a la afinidad de este elemento con otros elementos en estado líquido. De ahí el nombre de siderófilo (literalmente: que tiene afinidad por el hierro).

## Descripción
Estos elementos se distinguen de los litófilos por su baja afinidad por el oxígeno y su muy alta afinidad por el hierro, lo que provocó que migraran durante la formación de la Tierra hacia el centro del globo, donde se encuentra la mayor parte del hierro y de los siderófilos. Por lo tanto, estos últimos tienen una abundancia natural relativa más baja en la corteza terrestre que en el sistema solar. No obstante, los metales de transición como manganeso, molibdeno y wolframio forman enlaces fuertes con el oxígeno, pero se unen incluso más fácilmente al hierro que al oxígeno, ya unido a los litófilos (típicamente como silicatos y óxidos alcalinos); esta reactividad al oxígeno hace que los minerales de manganeso se encuentren en depósitos similares a los de los litófilos como el aluminio y el titanio. El wolframio también se considera generalmente como litófilo.
Cuanto más un elemento tiene un carácter siderófilo pronunciado, más raro es en la corteza terrestre y se encuentra concentrado en el núcleo donde forma enlaces metálicos con los otros siderófilos. Son por tanto metales preciosos en la superficie de la Tierra, como el oro y los metales del grupo del platino. El iridio Es uno de los metales más raros en la corteza terrestre, con una abundancia menor de 1 µg/kg. Intuitivamente, es fácil comprender que los metales preciosos que se encuentran en la superficie, aparecen en los residuos resultantes de la erosión de rocas ultramáficas, que son por definición siderofílicas.

## En Biología
Muchos organismos, que incluyen bacterias, hongos y plantas, producen pequeñas moléculas, péptidos no ribosomales muchas de ellas, de alta afinidad por el hierro llamadas sideróforos que actúan de manera específica como agentes quelantes para secuestrar hierro en presencia de otros metales y reducirlo a Fe2+, una forma mucho más soluble y aprovechable para su nutrición. El hierro (Fe) es un elemento esencial para prácticamente todos los seres vivos en los que es necesario para importantes funciones celulares como síntesis de ADN, respiración y destoxificación de radicales libres. La disponibilidad de este elemento es fundamental en el éxito o fracaso de microorganismos patógenos o simbióticos para invadir un organismo o para colonizar un ambiente determinado.  Los sideróforos bacterianos han despertado gran interés en los últimos años debido al potencial que tienen para el control biológico de hongos y bacterias fitopatógenas.